# Deir Ḥannā
Deir Ḥannā (hebreiska: דיר חנא) är en ort i Israel.   Den ligger i distriktet Norra distriktet, i den norra delen av landet. Deir Ḥannā ligger 289 meter över havet och antalet invånare är 8 417.
Terrängen runt Deir Ḥannā är lite kuperad. Runt Deir Ḥannā är det tätbefolkat, med 982 invånare per kvadratkilometer. Närmaste större samhälle är Karmi'el, 8,2 km nordväst om Deir Ḥannā. Trakten runt Deir Ḥannā består till största delen av jordbruksmark.